# Келераші-Гаре
Келераші-Гаре (рум. Călărași-Gară) — село у повіті Клуж в Румунії. Входить до складу комуни Келераші.
Село розташоване на відстані 285 км на північний захід від Бухареста, 39 км на південний схід від Клуж-Напоки.

## Населення
За даними перепису населення 2002 року у селі проживали 402 особи.
Національний склад населення села:
| Національність | Кількість осіб | Відсоток |
| -------------- | -------------- | -------- |
| румуни         | 354            | 88,1%    |
| угорці         | 48             | 11,9%    |

Рідною мовою назвали:
| Мова      | Кількість осіб | Відсоток |
| --------- | -------------- | -------- |
| румунська | 354            | 88,1%    |
| угорська  | 48             | 11,9%    |